# صاصل حبشي
صاصل حبشي (الاسم العلمي: Ornithogalum abyssinicum) هو نوع نباتي يتبع جنس الصاصل من فصيلة الهليونية.